# 约翰·兰辛

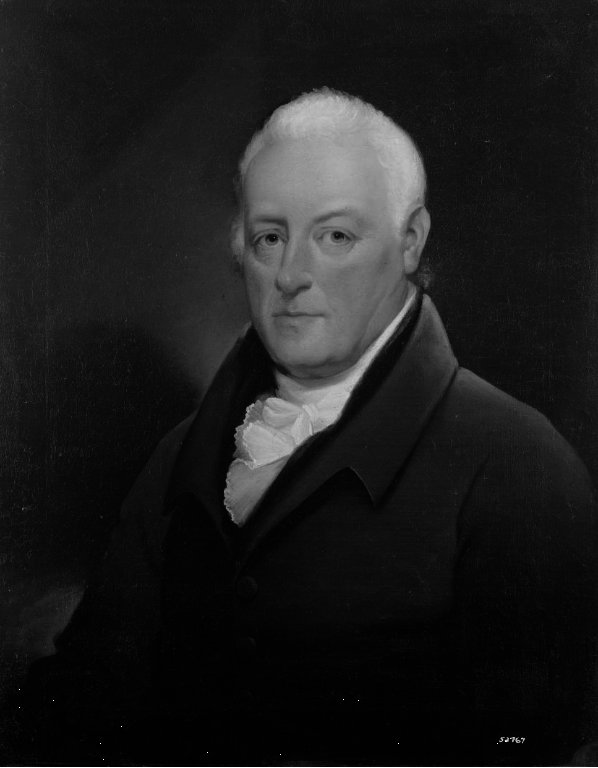
约翰·兰辛

约翰·兰辛（John Ten Eyck Lansing, Jr.，1754年1月30日—1829年12月12日），美国建国时期的政治人物、律师，纽约州人。1776年—1777年独立战争期间曾是菲利普·斯凯勒的军事秘书。进入政界后任六届纽约州眾議員、奥尔巴尼市市长。1787年费城立宪会议时，他代表纽约州参加会议，但是反对新宪法，和好友罗伯特·耶茨一起愤然离开会议。1788年他在纽约宪法批准会议上再次强烈反对宪法。宪法被通过后，他積極參與法律事业。1829年，他在纽约市旅行寄信时失踪，从此不知去向，怀疑被谋杀。